# Balcha eximia
Balcha eximia is een vliesvleugelig insect uit de familie Eupelmidae. De wetenschappelijke naam is voor het eerst geldig gepubliceerd in 1927 door Masi.